# Fanny Currey
Frances Wilmot Currey ou Fanny Currey (30 mai 1848 - 30 mars 1917) est une horticultrice et une aquarelliste irlandaise. Membre fondateur de la première société de dessin amateur d'Irlande, la Water Color Society of Ireland, elle expose largement en Irlande et en Grande-Bretagne. Elle devient ensuite cultivatrice de jonquilles à Warren Gardens à Lismore à la fin de sa vie.

## Biographie
Frances Wilmot Currey est née au château de Lismore dans le comté de Waterford, le 30 mai 1848. Elle est la fille d'Anna et de Francis Edmund Currey. Son père est employé comme agent foncier auprès des ducs du Devonshire et est un photographe accompli de la première heure. Sa cousine l'écrivaine et artiste Edith Blake est une amie proche de Currey, et dès son jeune âge, elle lui rend visite fréquemment à Newtown Anner House dans le comté de Tipperary. Il est possible qu'elle ait reçu une formation artistique aux côtés d’Édith et de sa sœur, ainsi qu'une formation à Paris.

## Carrière artistique
Elle est l'une des membres originales de l'Irish Amateur Drawing Society, le premier club de croquis d'Irlande, fondé à Lismore en 1870,. Certains de ses dessins et aquarelles figurent dans la première exposition du groupe en 1871. Elle est une membre active du groupe et s'implique dans toutes leurs activités notamment l'accrochage de l'exposition de 1878 à l'Athenaeum de Cork. La société est renommée Water Colour Society of Ireland lors de son exposition de 1887-1888 à Belfast. Elle occupe pendant de nombreuses années la fonction de secrétaire de la société. Elle fait ses débuts à la Royal Hibernian Academy en 1877. Elle expose régulièrement jusqu'en 1896, la majorité de son travail mettant en vedette des études de fleurs et des paysages,.
Elle a une carrière réussie en Angleterre, exposant son travail à la Royal Academy of Arts, à la Royal Society of Painters in Watercolour, au Royal Institute of Oil Painters et à la Society of Women Artists dont elle est nommée membre en 1886. Son travail est exposé à la Dudley Gallery, à la Grosvenor Gallery et à la New Gallery, à la Walker Art Gallery de Liverpool et à la Manchester City Art Gallery.
Dans les années 1880, on dit qu'« elle ne peut être considérée comme une amatrice dans aucun sens du terme, sauf un, elle ne dépend pas de la quête d'un moyen de subsistance ». Elle voyage beaucoup, visite et peint en Angleterre, au pays de Galles et en Europe. Son travail de 1888, A bazaar in Tangier, suggère qu'elle a visité l'Afrique du Nord.

## Travail horticole et fin de vie
En vieillissant, elle se concentre sur le jardinage, la culture professionnelle de bulbes en particulier. Elle est propriétaire de la pépinière et des jardins Warren à Lismore et spécialisée dans les jonquilles,. Certaines de ses jonquilles reçoivent la médaille d'argent Banksian en 1909 de la Royal Horticultural Society de Londres. Elle est élue membre de la Royal Horticultural Society of Ireland en 1901. Edith Somerville se souvient de sa résistance à un plan de drainage proposé par les autorités locales qui aurait détruit ses parcelles de jonquilles,  en s'asseyant sur un mur avec un fusil de chasse. Vers 1900, elle collecte deux formes colorées d'anémone des bois, Lismore Blue et Lismore Pink, encore cultivées aujourd'hui. Elle note que les formes bleues de l'anémone des bois poussaient toujours à proximité de l'eau et enregistre la seule Bartsia jaune trouvée dans le comté de Waterford.
Elle est partisane du suffrage féminin. Elle est l'organiste de la cathédrale de Lismore et est une pêcheuse, une tireuse, une menuisière, une sculptrice et une créatrice de mosaïques. Elle écrit un conte de fées Prince Ritto ou The four-leaved shamrock, publié en 1877, avec des illustrations d'Helen Sophia O'Hara, qui vit avec elle à partir de 1898. Elle meurt à son domicile, le Mall House, Lismore, le 30 mars 1917.